# 1976年體育
1976年重要國際體育賽事包括：
- 第二十一屆夏季奧林匹克運動會；7月17日至8月1日於加拿大蒙特利爾舉行

## 大事記

### 7月至9月
- 7月17日－第二十一屆夏季奧林匹克運動會於加拿大蒙特利爾揭幕。

## 綜合運動會
- 7月17日至8月1日：夏季奧林匹克運動會

獎牌榜（只列出頭5名最佳成績隊伍）
| 名次 | 國家 | 金牌： | 银牌： | 铜牌： | 總數 |
| 1    | 苏联 | 49     | 41     | 35     | 125  |
| 2    | 東德 | 40     | 25     | 25     | 90   |
| 3    | 美国 | 34     | 35     | 25     | 94   |
| 4    | 西德 | 10     | 12     | 17     | 39   |
| 5    | 日本 | 9      | 6      | 10     | 25   |

## 足球
主條目：1976年足球

## 出生
- 1月27日——安貞桓，南韓足球運動員。
- 3月19日——亚历山德罗·内斯塔，意大利足球運動員。
- 4月5日——摩連迪斯，西班牙足球運動員。
- 7月1日——路德·范尼斯特尔鲁伊，荷蘭足球運動員。
- 9月22日——朗拿度，巴西足球運動員。
- 9月26日——米夏埃尔·巴拉克，德國足球運動員。
- 10月27日——陳致遠，台灣棒球運動員。
- 11月24日——陳露，中國花樣滑冰運動員。